# Palos Hills, Illinois
Palos Hills är en stad (city) i Cook County, i delstaten Illinois, USA. Enligt United States Census Bureau har staden en folkmängd på 17 561 invånare (2011) och en landarea på 11 km².